# Xã Henry, Quận Ottawa, Kansas
Xã Henry (tiếng Anh: Henry Township) là một xã thuộc quận Ottawa, tiểu bang Kansas, Hoa Kỳ. Năm 2010, dân số của xã này là 27 người.